# Sjömannasällskapets hus

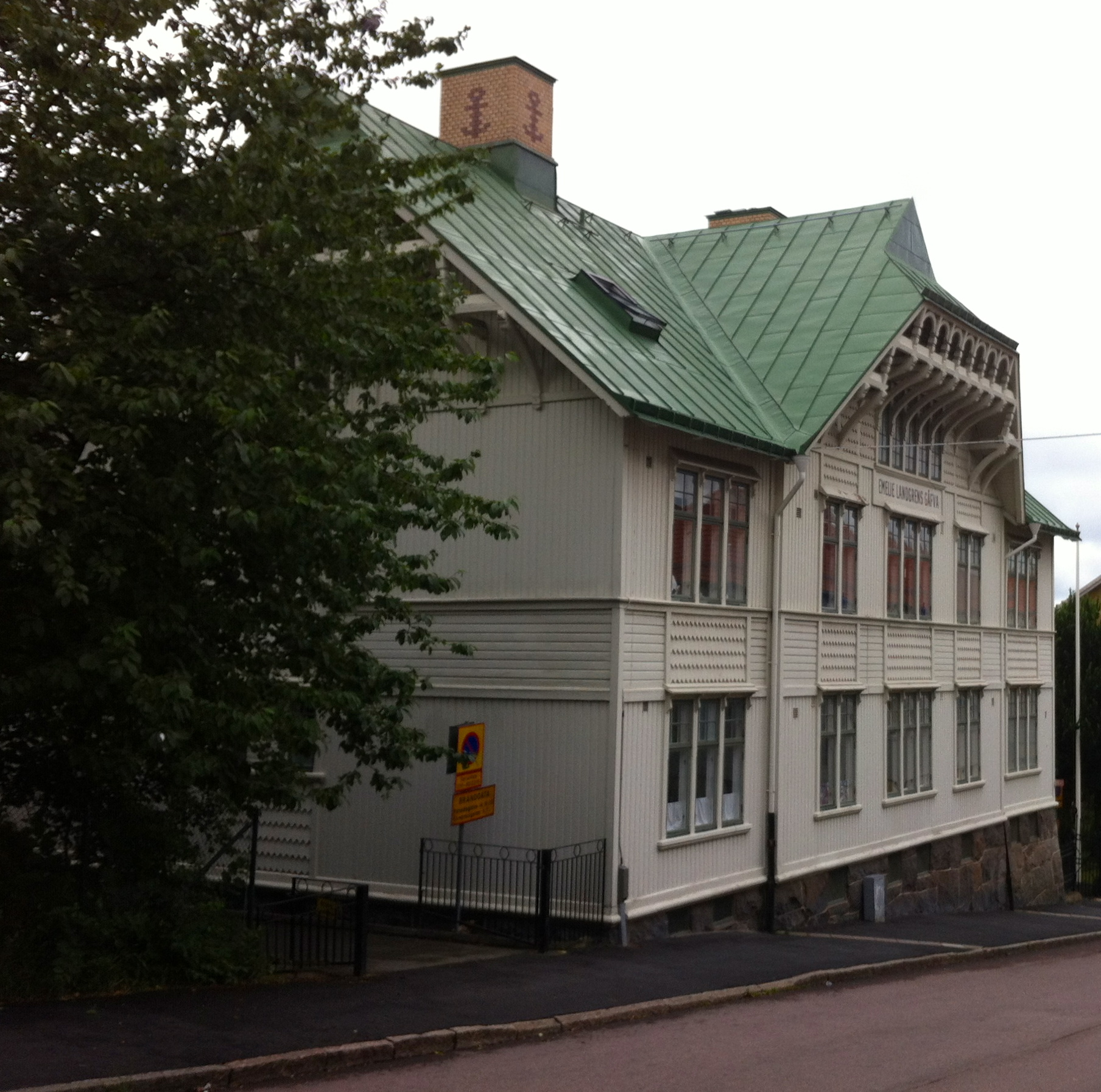
"Emilie Landgrens gåva", Sjömansgatan 7, är ett bostadshus uppfört 1903 av "Sjömannasällskapet i Göteborg".

Sjömannasällskapets hus, är två hus belägna vid Sjömansgatan 5 och 7 i stadsdelen Olivedal i Göteborg. Bostadshuset vid Sjömansgatan 5 är från 1901 och Sjömansgatan 7 från 1903. Fastigheten Olivedal 32:7 hade tidigare benämningen kvarteret Lustgården 7. De två byggnaderna är ritade av arkitekten Rudolf Steen (1872–1926). Sjömansgatan fick sitt namn 1901 då Sjömannasällskapets hus byggdes där. Tidigare fanns det en gata i Haga med det namnet under åren 1798–1852.
Sjömannasällskapets hus är byggnadsminne enligt Kulturmiljölagen sedan den 19 mars 1984. Den övre byggnaden, "Emilie Landgrens gåva", är hus nummer 1 och ligger ute vid Sjömansgatan 7. Den nedre, "Emil Ekmans minne" – är hus nummer 2 och beläget vid Sjömansgatan 5. Huset är indraget från gatan och framför det finns en terrass med förträdgård.

## Sjömannasällskapets verksamhet
År 1831 bildades Sjömannasällskapet i Göteborg. Sedan dess har Sällskapet och dess medlemmar oförtrutet arbetat för att, som det står i de ursprungliga stadgarna, ”... upprätthålla sjömansyrkets sanna värde; att befordra upplysningens framsteg uti allt vad sjömansyrket angår; att bidraga till vanlottade sjömäns och deras familjers utkomst”.
Bakgrunden till att Sällskapet bildades var, att den svenska handelsflottan under första hälften av 1800-talet drabbades av en kraftig nedgång samtidigt som sjöfarten gick mycket bra i länder som Norge och dåvarande Preussen. Den svenska sjömanskåren minskade och antalet fartyg med utländska flaggor blev allt vanligare i Göteborgs hamn. Därför diskuterades det bland fackfolk om olika motåtgärder.
Sällskapets uppgift är att verka för sjöfartens och dess utövares bästa. Tidigt väcktes tanken, att man skulle ordna bostäder för ålderstigna sjömän och för sjömansänkor. Majorna, Stigberget, Masthugget och västra delen av Olivedal var av tradition det område i staden där sjöfolk bodde. Sällskapets första sjömanshem öppnades 1873 i Masthugget.
Vid sekelskiftet 1899–1900 fick sällskapet flera donationer, som gjorde det möjligt att bygga ett nytt sjömanshem. År 1899 valdes en tomt på bergslänten ovanför det tätbebyggda Stigberget. Tomten hade då beteckningen Majornas 6:te Rote nummer 40, vilken senare ändrades till 32 kvarteret Lustgården i stadsdelen Olivedal. Kvarteret låg ganska fritt när det började bebyggas – endast i dess västra del vid Paradisgatan fanns ett par landshövdingehus och ett envånings trähus.

## Byggnadsbeskrivning

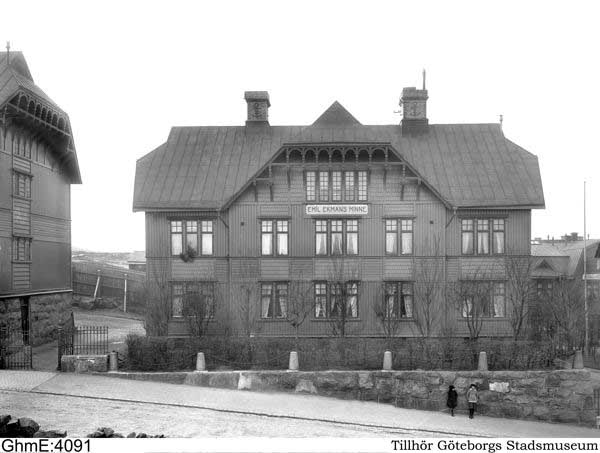
Sjömansgatan 5, trähus uppfört av "Sjömannasällskapet i Göteborg". Foto av Arvid Posse. Bildsamlingen vid Göteborgs stadsmuseum.

Byggnaderna ligger på en sluttning. Den övre byggnaden, "Emilie Landgrens gåva", hus nr 1/ Sjömansgatan 7, ligger ute vid gatan. Den nedre, "Emil Ekmans minne" – hus nr 2/ Sjömansgatan 5 – är indragen och framför finns en terrass med förträdgård. Terrassen är uppbyggd med naturstensmur mot gatan. På muren står sex stenpollare förbundna med järnkedjor. Mot gatan avskärmas gården med ett smidesjärnstaket med grind. Gårdsplanen närmast husen är asfalterad och mellan de båda husen finns det en vattenränna av gatsten.

## Byggnadernas historik
Sjömannasällskapets anläggning omfattade när den var helt utbyggd i stort sett hela kvarteret Lustgården och bestod då av sju hus. Sjömannasällskapets tomt bebyggdes i etapper. Byggnaderna uppfördes av firman F O Peterson & Söner och ritades av arkitekter med nära anknytning till firman. I dag är endast Sjömansgatan 5 och 7 kvar av de ursprungliga husen. Kvarterets övriga bebyggelse utgörs numera av bostadshus uppförda 1979–80.

Fjällgatan 26, stenhus uppfört cirka 1900 av "Sjömannasällskapet i Göteborg". Foto av Aron Jonason. Bildsamlingen vid Göteborgs stadsmuseum.

År 1900 uppfördes Sjömansgatan 3, "Erik Wijks Gåva". Det var två sammanbyggda trähus med samma utseende som Sjömansgatan 5 och 7. Ungefär samtidigt påbörjades ett stenhus vid Fjällgatan 26, "Befälsbyggnaden". Det rymde förutom bostäder också en samlingssal och hade butiker i bottenvåningen. Dessa två byggnader var ritade av arkitekten Rudolf Steen. År 1901 beviljades byggnadslov för Sjömansgatan 5, "Emil Ekmans minne" och 1903 för Sjömansgatan 7, "Emilie Landgrens gåva". Båda byggnaderna var avsedda för "manskapsklassen". Arkitekt för dessa var också Rudolf Steen. År 1908 tillkom ett mindre trähus på gården, "Hedvig och Adolf Florells minne". Här fanns bland annat ett läsrum.
Slutligen uppfördes 1937 i kvarterets södra del "Douglas Kennedys minne". Det ritades av Sven Steen och var ett stenhus i funktionalistisk anda med en stor terrass.

### Förändringar av byggnaden
På 1940-talet moderniserades byggnaderna bland annat genom att wc installerades. En bostadsförening bildades 1931, som kallades Lustgården nr 2. Detta gäller endast huset Sjömansgatan 7, vilket 1955 övertogs av Lennart Andersson. År 1961 sålde Sällskapet och Lennart Andersson alla byggnaderna till byggmästare Lennart Wallenstam. Orsaken var att båda ägarna saknade de ekonomiska förutsättningarna för fortsatt drift och underhåll. Byggnaderna var vid det tillfället väl underhållna och hade centralvärme.
Fastighets AB Myran ägt av Lennart Wallenstam AB övertog husen och förvaltningen år 1970 samtidigt som de två landshövdingehusen revs vid Paradisgatan. En diskussion började om kvarterets sanering. År 1975 upptogs Sjömansgatan 5 och 7 i det kommunala bevaringsprogrammet för kulturhistoriskt värdefull bebyggelse. För övriga byggnader inlämnades rivningsansökan 1977. En ny stadsplan fastställdes 1977 för kvarteret. År 1978 föreslogs samtliga byggnader till byggnadsminnen. Länsstyrelsen beslutade, att utredningen endast skulle gälla Sjömansgatan 5 och 7. Övriga hus revs under kraftiga protester från de boende. Nya bostadshus uppfördes 1979–80 av Svenska Väg AB för HSB. Vid en ombyggnad av Sjömansgatans hus på 1980-talet slogs de ursprungligen fyra lägenheterna och ett enstaka rum på varje plan ihop till tre lägenheter om två rum och kök.

### Boende och verksamheter
Sjömannasällskapets anläggning omfattade förutom bostäder en rad butikslokaler i stenhusets bottenvåning längs Fjällgatan. I början av 1900-talet uthyrdes de bland annat till mjölkaffär, bageri, speceributik, fiskaffär och "Föreningen Mjölkdroppen". De boende betalade ingen hyra. Enligt mantalslängderna från 1910 och 1918 hade i stort sett alla hushållsföreståndare yrken med anknytning till sjön. I ett avseende var det således en homogen grupp människor, men där fanns en viss social uppdelning mellan de olika husen. I stenhuset var mer än hälften av hushållsföreståndarna sjökaptener. I de övriga dominerade sjömän och maskinister. Detta hus revs i slutet av 1970-talet.

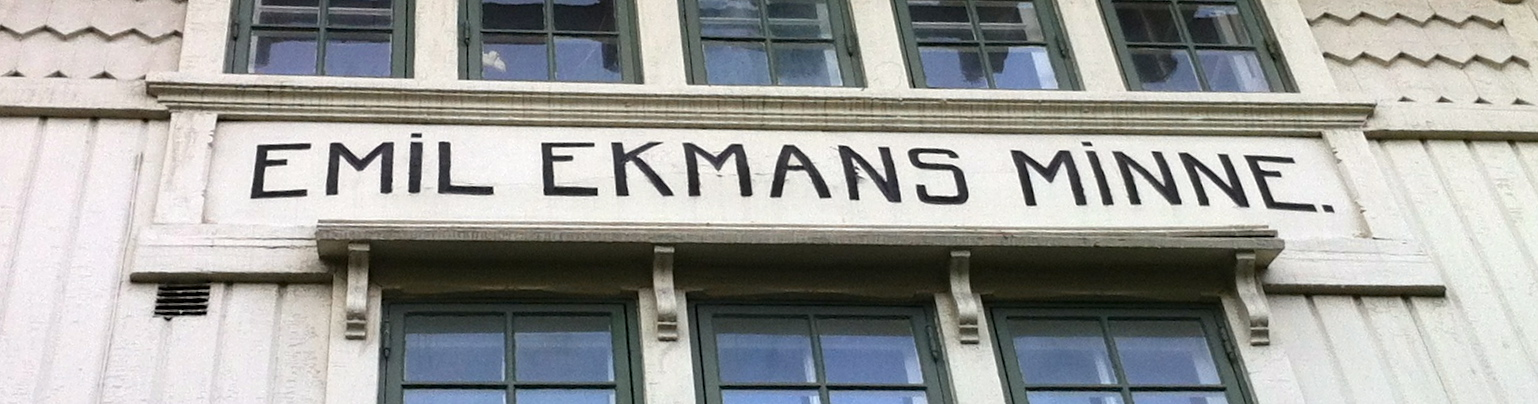
Av Sjömannasällskapets två kvarvarande hus ligger ¨Emil Ekmans minne¨ på nummer 5.

Sjömansgatan 5 och 7, som vardera rymde åtta enrumslägenheter och två-tre spisrum, hade 1918 cirka 60 boende. Här fanns bland annat tre pensionerade sjökaptener, fem maskinister och nio sjömän. Flera av dem hade hemmaboende söner, som angavs vara på sjön. Fram till 1950-talets slut bodde endast sjöfolk i de båda husen. Efter försäljningen 1961 förändrades sammansättningen av yrken, men i mitten av 1960-talet dominerade fortfarande sjöfolket. Numera tillhör husen "Brf Ekmans Minne i Göteborg".

## Bilder

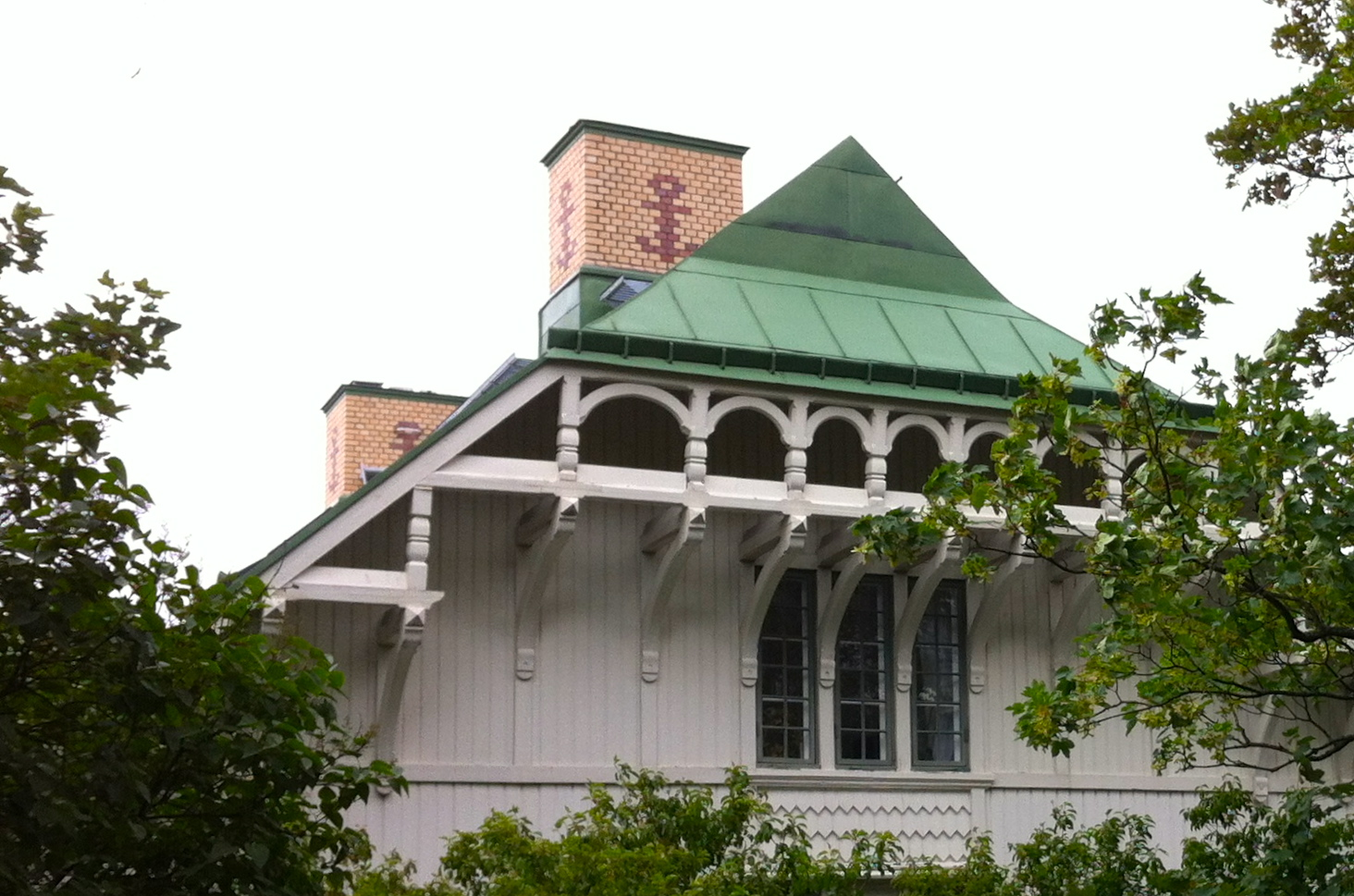
Ankare på murstockarna – speciellt för Sjömannasällskapets hus.
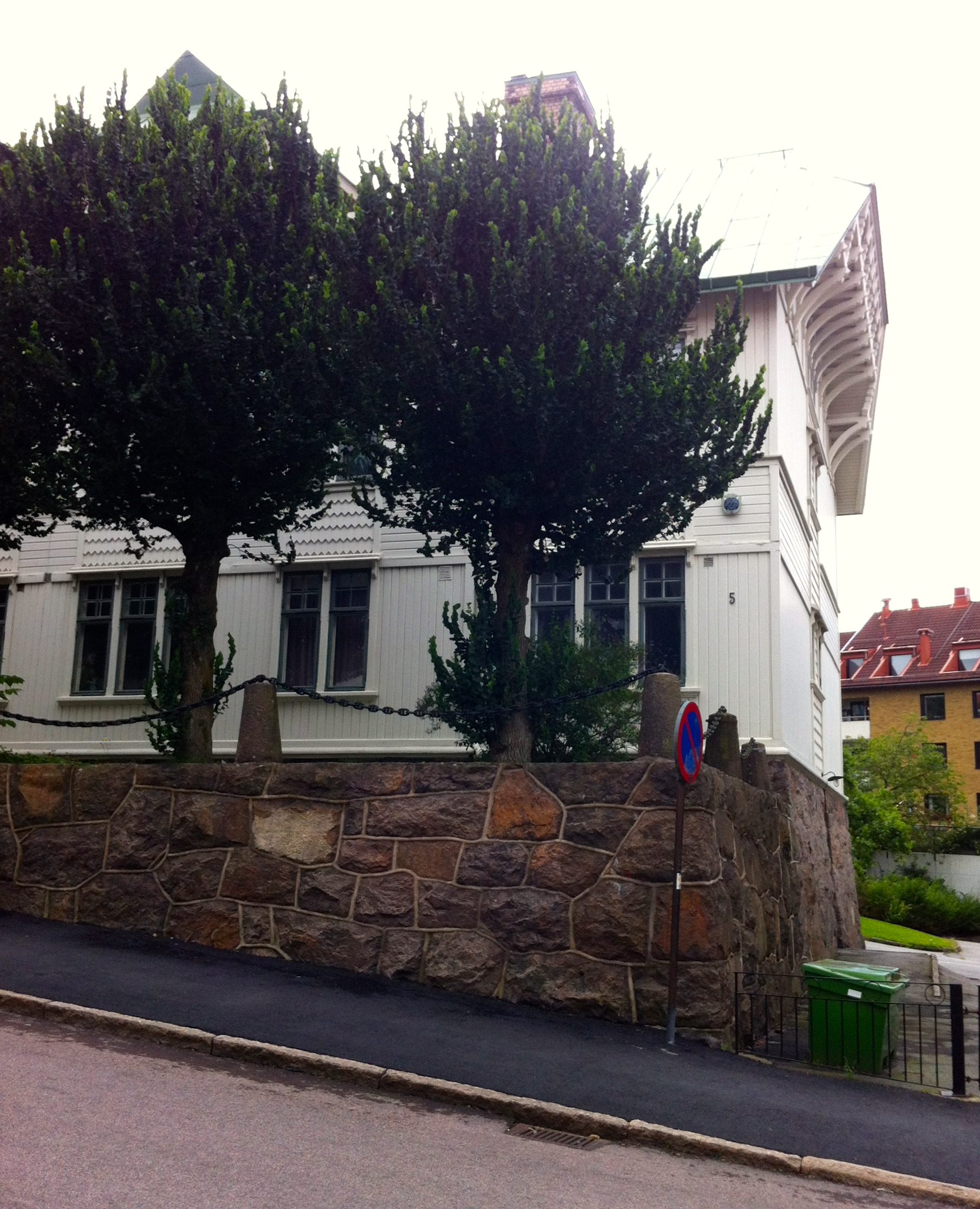
Sjömansgatan i Masthugget är en brant gata. Av Sjömannasällskapets två hus ligger det nedre på nummer 5.
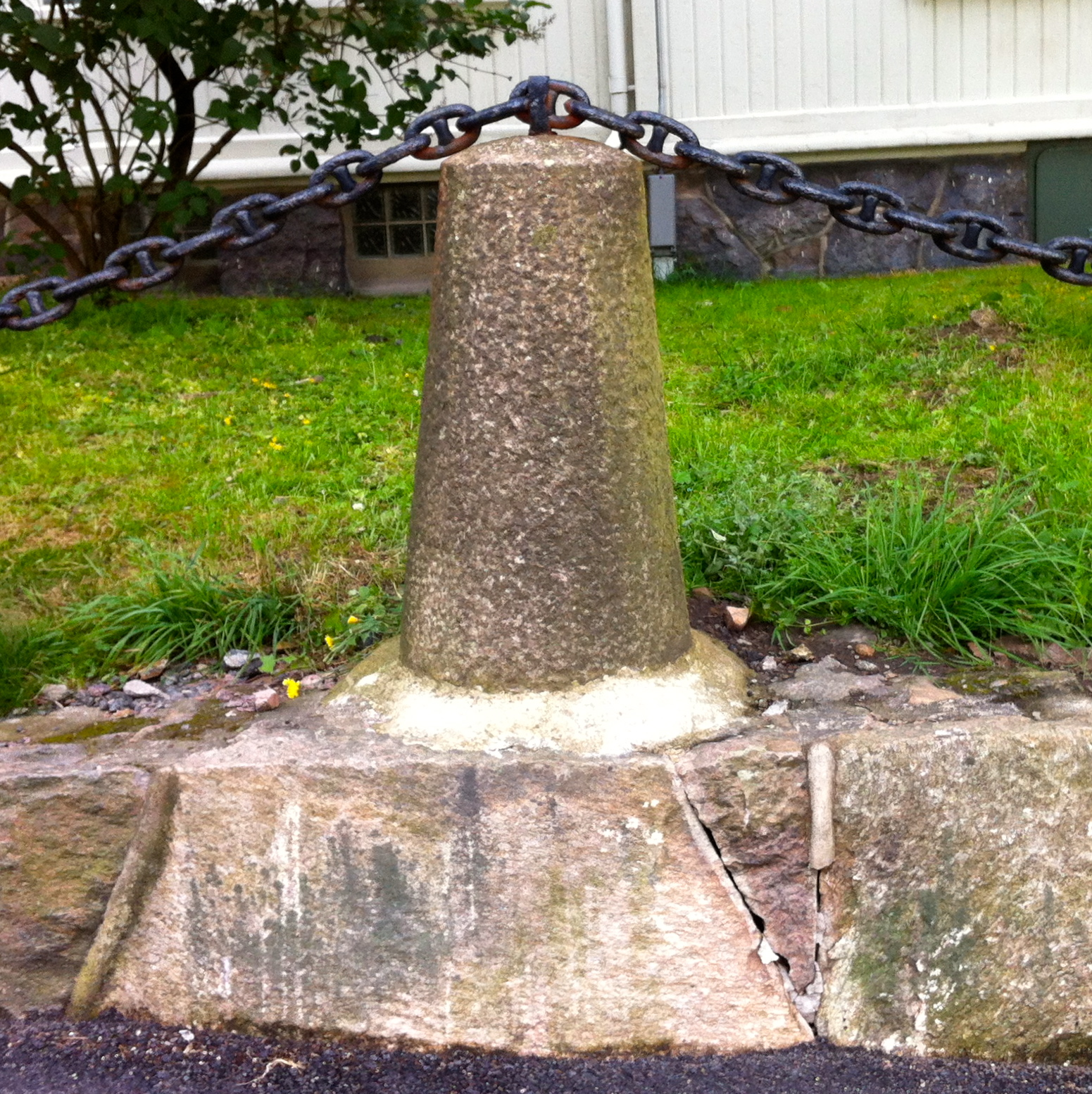
Pollare med järnkedjor vid Sjömansgatan 5. Det är samma typ av pollare, som finns vid hamnkanalerna i Göteborg.
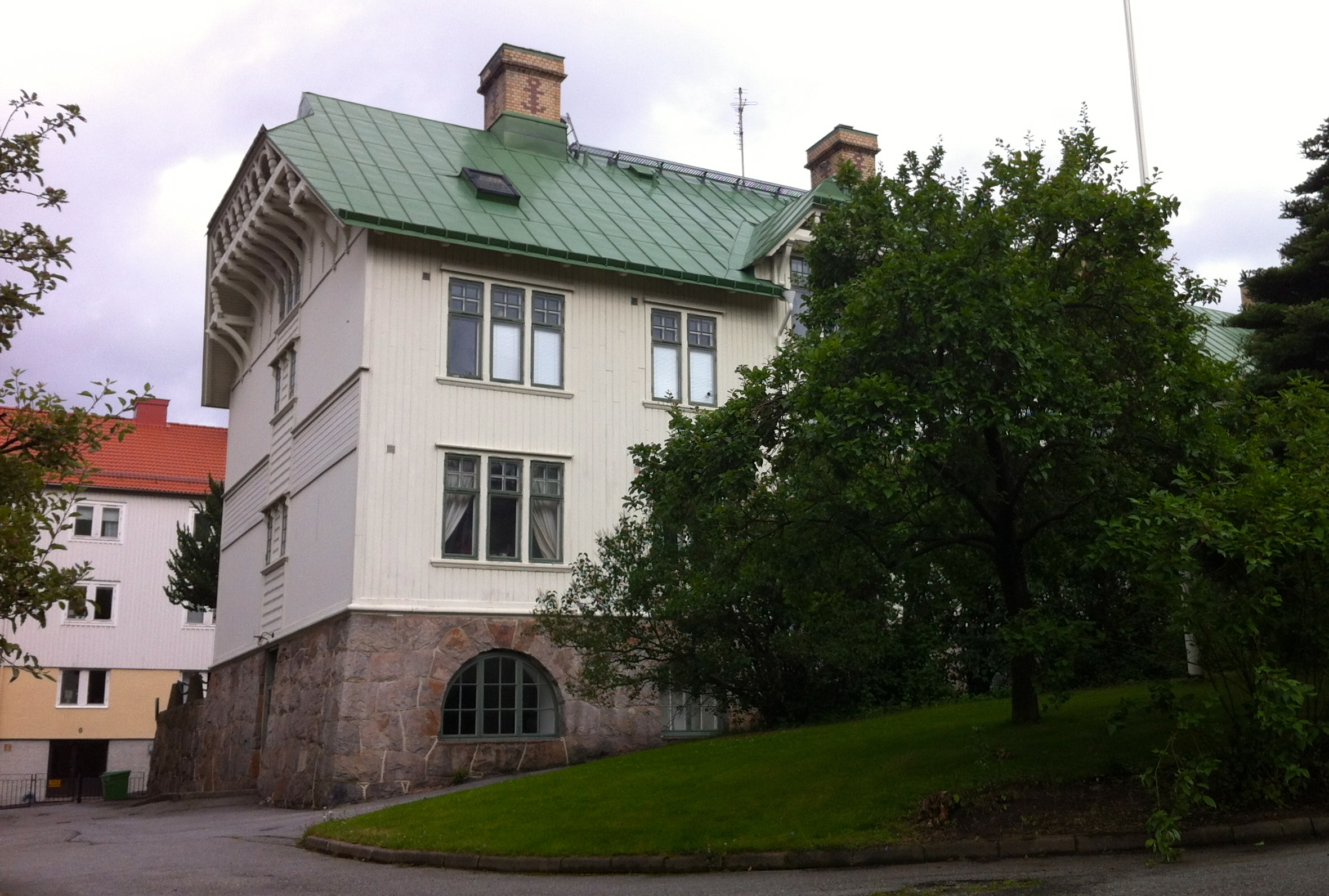
Gårdssidan av Sjömansgatan 5.